# الصملة الشرقية (رماح)
الصملة الشرقية، هي قرية من فئة (ب) تقع في محافظة رماح، والتابعة لمنطقة الرياض في السعودية. وتبعد الصملة الشرقية عن محافظة رماح بمسافة تقارب () كم.